# Cras-sur-Reyssouze
Cras-sur-Reyssouze és un antic municipi francès, situat al departament de l'Ain i a la regió d'Alvèrnia-Roine-Alps. L'1 de gener de 2019 esdevé un municipi delegat i capital del municipi nou Bresse Vallons. L'any 2007 tenia 1.116 habitants.

## Demografia

### Població
El 2007 la població de fet de Cras-sur-Reyssouze era de 1.116 persones. Hi havia 441 famílies de les quals 98 eren unipersonals (49 homes vivint sols i 49 dones vivint soles), 147 parelles sense fills, 176 parelles amb fills i 20 famílies monoparentals amb fills.
La població ha evolucionat segons el següent gràfic:
Habitants censats

### Habitatges
El 2007 hi havia 478 habitatges, 445 eren l'habitatge principal de la família, 17 eren segones residències i 17 estaven desocupats. 446 eren cases i 28 eren apartaments. Dels 445 habitatges principals, 364 estaven ocupats pels seus propietaris, 69 estaven llogats i ocupats pels llogaters i 12 estaven cedits a títol gratuït; 1 tenia una cambra, 14 en tenien dues, 53 en tenien tres, 129 en tenien quatre i 248 en tenien cinc o més. 336 habitatges disposaven pel capbaix d'una plaça de pàrquing. A 144 habitatges hi havia un automòbil i a 269 n'hi havia dos o més.

### Piràmide de població
La piràmide de població per edats i sexe el 2009 era:
| Homes | Edats   | Dones |
| ----- | ------- | ----- |
| 0     | 95 o +  | 0     |
| 0     | 90 a 94 | 0     |
| 4     | 85 a 89 | 8     |
| 12    | 80 a 84 | 4     |
| 4     | 75 a 79 | 8     |
| 40    | 70 a 74 | 16    |
| 4     | 65 a 69 | 20    |
| 28    | 60 a 64 | 28    |
| 32    | 55 a 59 | 20    |
| 28    | 50 a 54 | 20    |
| 32    | 45 a 49 | 40    |
| 56    | 40 a 44 | 40    |
| 20    | 35 a 39 | 36    |
| 40    | 30 a 34 | 32    |
| 28    | 25 a 29 | 28    |
| 12    | 20 a 24 | 32    |
| 40    | 15 a 19 | 28    |
| 52    | 10 a 14 | 36    |
| 20    | 5 a 9   | 20    |
| 28    | 0 a 4   | 20    |

## Economia
El 2007 la població en edat de treballar era de 732 persones, 589 eren actives i 143 eren inactives. De les 589 persones actives 567 estaven ocupades (301 homes i 266 dones) i 22 estaven aturades (11 homes i 11 dones). De les 143 persones inactives 68 estaven jubilades, 38 estaven estudiant i 37 estaven classificades com a «altres inactius».

### Ingressos
El 2009 a Cras-sur-Reyssouze hi havia 479 unitats fiscals que integraven 1.265,5 persones, la mediana anual d'ingressos fiscals per persona era de 18.780 €.

### Activitats econòmiques
Dels 22 establiments que hi havia el 2007, 2 eren d'empreses alimentàries, 2 d'empreses de fabricació d'altres productes industrials, 5 d'empreses de construcció, 5 d'empreses de comerç i reparació d'automòbils, 1 d'una empresa de transport, 1 d'una empresa d'informació i comunicació, 2 d'empreses immobiliàries, 3 d'empreses de serveis i 1 d'una empresa classificada com a «altres activitats de serveis».
Dels 8 establiments de servei als particulars que hi havia el 2009, 2 eren tallers de reparació d'automòbils i de material agrícola, 1 paleta, 1 fusteria, 2 lampisteries, 1 perruqueria i 1 agència immobiliària.
Dels 3 establiments comercials que hi havia el 2009, 1 era una botiga de més de 120 m², 1 una botiga de menys de 120 m² i 1 un drogueria.
L'any 2000 a Cras-sur-Reyssouze hi havia 36 explotacions agrícoles que ocupaven un total de 528 hectàrees.

## Equipaments sanitaris i escolars
El 2009 hi havia una escola elemental.

## Poblacions més properes
El següent diagrama mostra les poblacions més properes.